# アウトバーン 25
アウトバーン 25（ドイツ語: Bundesautobahn 25, BAB 25 または A 25）はドイツの高速道路、アウトバーンの一路線である。
西のハンブルク市街地付近から東のハンブルク近郊のエシェブルクまで18 kmの路線を持つ都市道路である。